# 沃土 (电影)
《沃土》（英語：Above the Dust）是2024年上映的中国历史剧情片，是中国独立电影导演王小帅继《地久天长》后推出“家园三部曲”的第二部，改编自李师江的短篇小说《爷爷的鬼把戏》。电影以1950年代为背景，用一位少年的视角展现土地改革运动及大跃进时期的历史，演员阵容包括咏梅、祖峰、王子川、李军、欧阳雯鑫、王景春。电影于2024年2月17日在第74屆柏林影展首映，在第61届金马奖上荣获最佳改編劇本。

## 演员
- 咏梅
- 祖峰
- 王子川
- 李军
- 欧阳雯鑫
- 王景春

## 制作
导演王小帅在拍摄《地久天长》的时候，开始注意到中国政府推行新农村建设政策造成大量人口从农村转移至城镇，农村人口大量流失，以此为契机构思拍摄本片。本片于2021年开拍，在甘肃取景。

## 发行
电影于2024年2月在第74届柏林影展首映。《综艺》指该片早在2022年10月就已经递交国家电影局审查，而且根据审查部门要求对电影进行50次删减，但迟迟没有拿到俗称“龙标”的电影公映许可证，最后还是决定跳过“龙标”参展。

## 奖项
| 年份         | 名稱   | 提名者       | 獎項 | 結果 |
| ------------ | ------ | ------------ | ---- | ---- |
| 2024年       |        |              |      |      |
| 第61屆金馬獎 | 王小帅 | 最佳改編劇本 | 獲獎 |      |
| 第61屆金馬獎 | 吕东   | 最佳美術設計 | 提名 |      |

## 外部連結
- 互联网电影数据库（IMDb）上《沃土》的资料（英文）
- 開眼電影網上《沃土》的資料（繁體中文）